# Kim Coates
Pour les articles homonymes, voir Coates.
Kim Coates est un acteur canado-américain né le 21 février 1958 à Saskatoon.
Acteur de théâtre, il joue le rôle de Stanley Kowalski dans la pièce Un tramway nommé Désir à Broadway.
Il est connu pour avoir joué le rôle d'Alex « Tig » Trager dans la série Sons of Anarchy (2008-2014).

## Biographie

### Jeunesse et débuts
Kim Coates naît à Saskatoon, dans le Saskatchewan (Canada), de Frederick et Joyce Coates. Il voit une pièce de théâtre pour la première fois alors qu'il fréquente l'Université de la Saskatchewan, où il s'inscrit à un cours d'art dramatique en option. Cette expérience l'inspire et le pousse à poursuivre une carrière d'acteur.
Il interprète Stanley Kowalski dans Un tramway nommé Désir et est le plus jeune comédien à jouer le rôle-titre de Macbeth au festival de Stratford dans son Canada natal. Kim Coates fait ses débuts à l'écran dans le film The Boy in Blue, en 1986.

### Carrière à la télévision
En septembre 2017, il joue Declan Gardiner dans Bad Blood.
En 2018, il retrouve un premier rôle sur scène, plus de trente ans après ses débuts au théâtre. Il incarne Johnny « Rooster » Byron dans la production Outside the March de la pièce Jerusalem de Jez Butterworth.
Le 5 mai 2022, il est annoncé en tant qu'invité, pour reprendre son rôle de Tig Trager dans Mayans M.C., déjà interprété dans Sons of Anarchy.
Le 4 avril 2024, il rejoint le casting de la deuxième saison de The Walking Dead: Dead City, en jouant Bruegel, le chef de l'un des gangs de New York avec le personnage de Maggie et Negan, créée par Eli Jornes.

## Vie privée et engagements
Kim Coates a la citoyenneté canadienne, ainsi qu'américaine depuis 2010. Il vit à Los Angeles, en Californie, avec sa femme, Diana Chappell, et ses deux enfants, Kyla et Brenna. Il est connu pour être un bon ami de la co-star de Prison Break, William Fichtner, ainsi qu'avec Kevin Costner et la co-star de Sons of Anarchy, Theo Rossi.
Kim Coates soutient One Heart Source, une organisation à but non lucratif visant à mettre fin à la pauvreté en soutenant des initiatives mondiales en faveur de l'éducation et de la santé. Il participe aux événements Rally for Kids en soutien à la Fondation Pinball Clemons.

## Filmographie

### Cinéma
- 1986 : La Race des champions (The Boy in Blue) de Charles Jarrott : un des hommes de McCoy
- 1987 : Le Matraqueur des rues (Last Man Standing) de Damian Lee : Mr Regan
- 1988 : Palais Royale de Martin Lavut : Tony Dicarlo
- 1989 : Cold Front d'Allan A. Goldstein : Mantha
- 1989 : Témoin à abattre (Blind Fear) de Tom Berry : Ed
- 1989 : Brown Bread Sandwiches (La Famiglia Buonanotte) de Carlo Liconti : Oncle Bruno
- 1990 : Amityville : La Malédiction (The Amityville Curse) de Tom Berry : Frank
- 1990 : Sang froid (Red Blooded American Girl) de David Blyth : Dennis
- 1991 : Le Dernier Samaritain (The Last Boy Scout) de Tony Scott : Chet
- 1992 : Innocent Blood de John Landis : Ray
- 1992 : Harmony Cats de Sandy Wilson : Graham Braithwaite
- 1992 : Under Cover of Darkness de Walter Pitt : Ray Murdoch
- 1994 : Le Client (The Client) de Joel Schumacher : Paul Gronke
- 1994 : The Club de Brenton Spencer : Mr Carver
- 1995 : Waterworld de Kevin Reynolds : Le vagabond qui échange son papier
- 1995 : The Crash (Breach of Trust) de Charles Wilkinson : Palmer Davis
- 1996 : Mémoires suspectes (Unforgettable) de John Dahl : Eddie Dutton
- 1996 : Une folle équipée (Carpool) d'Arthur Hiller : Lieutenant Erdman
- 1997 : Trafic à haut risque (Lethal Tender) de John Bradshaw : Montessi
- 1998 : Commando d'élite (Airborne) de Julian Grant : Bob Murdoch
- 2000 : Battlefield Earth (Battlefield Earth : A Saga of the Year 3000) de Roger Christian : Carlo
- 2000 : Auggie Rose de Matthew Tabak : Auggie Rose
- 2000 : Xchange d'Allan Moyle : Toffler 1 / Fisk 2
- 2000 : Tunnel de Daniel Baldwin : Geary
- 2001 : Pearl Harbor de Michael Bay : Jack Richards
- 2001 : La Chute du faucon noir (Black Hawk Dawn) de Ridley Scott : Sergent-chef Tim “Griz” Martin, Delta Force
- 2001 : Full Disclosure de John Bradshaw : Dave Lewis
- 2003 : Open Range de Kevin Costner : Butler
- 2003 : Hollywood North de Peter O'Brian : Scott DiMarco
- 2004 : Indestructible (Unstoppable) de David Carson : Peterson
- 2004 : Bandido de Roger Christian : Beno
- 2005 : Assaut sur le central 13 (Assault on Precinct 13) de Jean-François Richet : Shérif Rosen
- 2005 : Otage (Hostage) de Florent-Emilio Siri : L'homme qui monte la garde
- 2006 : Silent Hill de Christophe Gans : Officier Thomas Gucci
- 2006 : Skinwalkers de James Isaac : Zo
- 2006 : Vendeurs d'élite (Grilled) de Jason Ensler : Tony
- 2007 : The Poet de Damian Lee : Général Koenig
- 2007 : Alien Invasion (Alien Agent) de Jesse Johnson : Carl Roderick
- 2007 : Late Fragment de Daryl Cloran, Anita Doron et Mateo Guez : Hank
- 2007 : King of Sorrow de Damian Lee : Steve Serrano
- 2008 : Hero Wanted de Brian Smrz : Skinner McGraw
- 2008 : 45 R.P.M. de Dave Schultz : Abel Taft
- 2010 : A Little Help de Michael J. Weithorn : Mel Kaminsky
- 2010 : Resident Evil: Afterlife de Paul W. S. Anderson : Bennett Sinclair
- 2010 : Blood: A Butcher's Tale de Mark Tuit : Andris
- 2010 : Sinners and Saints de William Kaufman : Inspecteur Dave Besson
- 2011 : Sacrifice de Damian Lee : Arment
- 2011 : Fight Games (Goon) de Michael Dowse : Coach Ronnie Hortense
- 2012 : A Dark Truth de Damian Lee : Bruce Swinton
- 2012 : Rufus de Dave Schultz : Aaron Van Dusen
- 2013 : Robosapien: Rebooted de Sean McNamara : Niles Porter
- 2013 : Ferocious de Robert Cuffley : Sal / Maurice
- 2014 : Dernier combat (A Fighting Man) de Damian Lee : Père Brennan
- 2014 : Independence Wars (Mutant World) de David Winning : Marcus King
- 2016 : Les Mémoires d'un assassin international (True Memoirs of an International Assassin) de Jeff Wadlow : Président Cueto
- 2016 : The Land de Steven Caple Jr. : Oncle Steve
- 2016 : Officer Downe de Shawn Crahan : Agent Downe
- 2016 : Strange Weather de Katherine Dieckmann : Clayton Watson
- 2016 : Stagecoach: The Texas Jack Story de Terry Miles : Calhoun
- 2017 : Goon: Last of the Enforcers de Jay Baruchel : Coach Ronnie Hortense
- 2018 : Cold Brook de William Fichtner : George Hildebrandt
- 2020 : Nightmare Island (Fantasy Island) de Jeff Wadlow : Devil Face
- 2021 : See for Me de Randall Okita : Rico
- 2022 : Indians in Cowtown d'Agam Darshi : Brent Maloney
- 2022 : Double Down South de Tom Schulman : Nick
- 2022 : Neon Lights de Rouzbeh Heydari : Denver
- 2023 : The Getback de Jared Cohn : Alexander Rogan

### Télévision

#### Séries télévisées
- 1985 / 1987 : Brigade de nuit (Night Heat) : Tito
- 1987 : Deux flics à Miami (Miami Vice) : Jack Cragun, un membre du gang de bikers
- 1988 : Rintintin junior (Katts and Dog) : Garrett
- 1988 : La Nouvelle Guerre des mondes (War of the Worlds) : Scott
- 1990 : Dracula: The Series : Jonas Carey
- 1990 : Against the Law : Eddie Grover
- 1990 - 1991 : Street Legal : Johnny Marsh
- 1991 / 1993 : Force de frappe (Counterstrike) : Lance / Michael
- 1992 : The Hat Squad : Dallas Germany
- 1992 : Secret Service : Crowe
- 1993 : Street Justice : Joe Cannon
- 1993 / 1996 : Kung Fu, la légende continue (Kung Fu: The Legend Continues) : Marty Stramm / Salitin
- 1994 : RoboCop : Tim Malloy
- 1995 : Fallen Angels : Trigger
- 1995 / 2002 : Au-delà du réel : L'aventure continue (The Outer Limits) : Dave Stockley / Colonel Russell Sage
- 1996 : FX, effets spéciaux (F/X: The Series) : John Darmon
- 1997 : Poltergeist : Les Aventuriers du surnaturel (Poltergeist: The Legacy) : Steven Romero
- 1998 : La loi du colt (Dead Man's Gun) : Dan Kerny
- 1998 : The Last Don II : Mark Hurst
- 1998 - 1999 : Night Man : Kieran Keyes
- 1999 : Total Recall 2070 : Winston, l'androïde
- 2000 : Cœurs rebelles (Higher Ground) : Marc Scarbrow
- 2000 : Mentors : Nostradamus
- 2001 : Les âmes damnées (All Souls) : Tremaine Holland
- 2002 : Invasion planète Terre (Earth: Final Conflict) : Smoke
- 2003 : Tom Stone : Eddie Cutter
- 2004 : Les Experts (CSI: Crime Scene Investigation) : Drake Snow
- 2005 : Les Experts : Manhattan (CSI: NY) : Détective Vicaro
- 2005 : Hercule (Hercules) : Tiresias
- 2006 - 2009 : Prison Break : Agent Richard Sullins
- 2007 : Smallville : Agent Spécial Carter
- 2007 : Dresden, enquêtes parallèles (The Dresden Files) : Sirota
- 2007 : Andy Barker, P.I. : Beznik
- 2008 : Cold Case : Affaires classées (Cold Case) : Alessandro Rossilini
- 2008 - 2009 : Les Experts : Miami (CSI: Miami) : Ron Saris
- 2008 / 2011 : Entourage : Carl Ertz
- 2008 - 2014 : Sons of Anarchy : Alexander "Tig" Trager
- 2010 : Human Target : La Cible (Human Target) : Bertram
- 2013 - 2014 : Crossing Lines : Philipp Genovese
- 2017 : Godless : Ed Logan
- 2017 : Kevin Can Wait : Terry Labasco
- 2017 - 2018 : Ghost Wars : Billy McGrath
- 2017 - 2018 : Bad Blood : Declan Gardiner
- 2019 - 2020 : Raiponce, la série (Tangled: The Series) : Hector (voix)
- 2021 : Van Helsing : Comte Dalibor
- 2021 : Pretty Hard Cases : Bill Misiano
- 2021 : The Crew : Rob
- 2021 : Action Royale : Jeno
- 2022 : Mayans M.C. : Alexander "Tig" Trager
- 2022 : Children Ruin Everything : Graham
- 2023 : White House Plumbers : Frank Sturgis
- 2025 : À l'aube de l'Amérique (American Primeval) : Brigham Young
- 2025 : The Walking Dead: Dead City : Bruegel

#### Téléfilms
- 1989 : La danse du scorpion de Josée Dayan : Finch Palmer
- 1993 : Un singulier divorce (Dead Before Dawn) de Charles Corell : Zack
- 1994 : Mannequin le jour (Model by Day) de Christian Duguay : Tommy Nolan
- 1994 : Le pouvoir de l'illusion (I Know My Son Is Alive) de Bill Corcoran : Détective Griffi
- 1994 : La proie (The Spider and the Fly) de Michael Katleman : Détective John De Luca
- 1995 : The Shamrock Conspiracy de James Frawley : Sean Nolan
- 1995 : Black Fox: Good Men and Bad de Steven Hilliard Stern : Natchez John Dunn
- 1997 : Dead Silence de Daniel Petrie Jr. : Theodore "Ted" Handy
- 1997 : Married to a Stranger de Sidney J. Furie : Dr Jesse Bethan
- 1999 : Killing Moon de John Bradshaw : Clayton Durrell
- 2000 : Virus en plein vol (Killing Moon) de John Bradshaw : Clayton Durrell
- 2002 : La Patrouille Fantôme (The Scream Team) de Stuart Gillard : Zachariah Kull
- 2003 : La Voix des crimes (Thoughtcrimes) de Breck Eisner : Lars Etsen
- 2005 : Les Traquées (Caught in the Headlights) de Gavin Wilding : Harry Eden
- 2005 : Le cauchemar d'Allison (A Friend of the Family) de Stuart Gillard : David Snow
- 2006 : 12 Hours to Live de George Mendeluk : Jack Bryant
- 2008 : A Gunfighter's Pledge d'Armand Mastroianni : Tate

## Voix françaises
| - Gabriel Le Doze dans : - Prison Break (série télévisée) - Smallville (série télévisée) - Les Experts : Miami (série télévisée) - Sons of Anarchy (série télévisée) - Resident Evil: Afterlife - A Dark Truth - Officer Downe (en) - Goon: Last of the Enforcers - Godless (mini-série) - Ghost Wars (série télévisée) - Mayans M.C. (série télévisée) - White House Plumbers (en) (mini-série) - Jérôme Keen dans : - La Chute du faucon noir - The Adventure Club (en) - See for Me | Et aussi - Patrick Laplace dans Deux flics à Miami (série télévisée) - Guy Chapellier dans Au-delà du réel : L'aventure continue (série télévisée) - Bernard-Pierre Donnadieu (*1949 - 2010) dans Le Client - Pierre Laurent dans Waterworld - Éric Herson-Macarel dans Dead Silence (téléfilm) - José Luccioni (*1949 - 2022) dans Au-delà du réel : L'aventure continue (série télévisée) - Marc Saez dans Battlefield Earth - Patrick Préjean dans Mémoires suspectes - Bruno Dubernat (*1962 - 2022) dans La Voix des crimes (téléfilm) - Féodor Atkine dans Otage - Patrick Osmond (*1957 - 2020) dans The Island - Renaud Marx dans Assaut sur le central 13 - Philippe Valmont dans Le cauchemar d'Allison (téléfilm) - Boris Rehlinger dans Silent Hill - Jean-Marco Montalto dans Bad Cop - Dominique Collignon-Maurin dans Human Target : La Cible (série télévisée) - Philippe Résimont dans Fight Games - Pierre-François Pistorio dans Bad Blood (série télévisée) - Miglen Mirtchev dans Nightmare Island - Michel Dodane dans The Crew (en) (série télévisée) - Lionel Tua dans À l'aube de l'Amérique (mini-série) |

## Récompenses et distinctions
Il remporte le prix Dora Mavor Moore aux Dora Awards 2018 pour sa performance dans le rôle principal.
Lors de la 7e cérémonie des Prix Écrans canadiens, Kim Coates remporte le prix du meilleur acteur dans un rôle dramatique principal pour son interprétation du gangster Declan Gardiner dans la série télévisée Bad Blood.
Le 6 juin 2017, Kim Coates reçoit un doctorat honorifique de l'Université de la Saskatchewan. Il est aussi récompensé de la Médaille du jubilé de platine de la reine Élisabeth II (Saskatchewan) le 28 mars 2023.